# Jean-Albert Guénegan
Jean-Albert Guénégan est un poète français né le 31 août 1954 à Morlaix.

## Biographie
Jean-Albert Guénégan publie de nombreux recueils : Les rives de soi, Une moitié de ciel, Poème à demeure et un livre consacré au monde carcéral : Pontaniou les barreaux.
Il est président du comité Tristan Corbière lors du 150e anniversaire de la naissance du poète en 1995. Il obtient la création d'un timbre poste philatélique de collection à l'effigie de Tristan Corbière.
Il vit à Morlaix.

## Publications
- Courir après un rêve, Éditions les montagnes noires, 2020.
- Du baume aux cœurs, Éditions Les montagnes noires, 2018[4],[5].
- Elle a frappé à ma porte, une pensée pour Charles Le Quintrec, Editinter éditions, 2017[6]
- Les poings, dans mes poches crevées, Editinter éditions, 2016[7]
- Poétique de la terre à la mer, Editinter éditions, 2014[8]
- Wrach à la ronde, livre d'artiste avec Jean Pierre Blaise, 2014[9].
- Crépusculaire, livre d'artiste avec Michel Remaud, Izella éditions, 2014[10].
- Sans adresse, l'automne, Editinter éditions, 2012[11].
- Matins, livre d'artiste, Izella éditions, 2012.
- Traversée d'océans, voix poétiques de Bretagne et de Bahia, Éditions Lanore, 2012[12].
- Trois espaces de liberté, Éditinter éditions, 2011[13].
- Saison de prière, livre d'artiste en collaboration avec Véronique Agostini, 2010.
- Conversation à voix rompues, échange épistolaire avec Jean Claude Tardif, Éditions Editinter, septembre 2009[14].
- Ultime écriture, livre d'artiste, traduit en arabe par Mohamed Idali, publié à l'occasion du 90e anniversaire de la mort de Victor Segalen, mai 2009.
- Dimitri et les livres, récit autobiographique, Éditions La Clé du jardin, 2008.
- Un jardin sous la neige (hiver), murmure (printemps), les jardins de Trévarez (été), Bohême automnale (automne), livres d'artiste en collaboration avec Véronique Agostini, 2008.
- Si patiente était la neige, recueil de poèmes, Éditions Anagrammes, 2004. Traduit en italien par Franco Martino sous le titre Se paziente era la neve, 2007[15].
- L'Homme debout, peintures d'André Jolivet, Voltije éditions, 2004.
- Visage d’un jour, préface de Charles Le Quintrec, Caractères, 1992.
- Le temps des jeudis, La Part commune, 2003.
- Pontaniou les barreaux, graffitis du monde carcéral, préface de Marylise Lebranchu, La Part commune, 2002.
- Poèmes d’Armor et d’Estremadura et Neuf poèmes de la Bretagne, éd. bilingue français-portugais, Éd. Diferença, 2000.
- Quinta-feira azul de sonho : un jeudi bleu de songe, éd. bilingue portugais-français, Éd. Diferença, 2000.
- Eon ou le livre de la mémoire, poèmes de Jean-Albert Guénégan sur des sculptures de Kito, Ere, 1999.
- Un jeudi bleu de songe : Ur yaouvez c'hlas a hunvre, éd. bilingue français-breton, Éd. du Petit véhicule, 1998.
- Poème à demeure, Le milieu du jour, 1996.
- Une moitié de ciel, An Amzer, 1989.
- Les rives de soi, auto-édition, 1987.

## Pour approfondir